# アブラハム・レーキン
アブラハム・レーキン（フェロー語: Abraham Løkin、1959年6月16日 - ）は、フェロー諸島の元サッカー選手。元フェロー諸島代表。出生名はアブラハム・ハンセン（Abraham Hansen）。2003年11月にフェロー諸島サッカー協会からUEFAジュビリーアウォーズに選出された。

## クラブ歴
ÍFフグラフィヨルズルで選手となった後、主にフェロー諸島内のクラブを転々としたが、スウェーデン、デンマーク、フランスのクラブにも在籍した。

## 代表歴
1988年8月に行われた国際サッカー連盟公認のフェロー諸島代表初試合、親善試合のアイスランド代表戦でフェロー諸島代表公式初出場。その後公認試合22試合、非公認試合38試合に出場した。1994年9月に行われたギリシャ代表戦が最終試合となった。

## 監督歴
2009-10シーズンにÍFの監督に就任した。

## 個人
息子のボギ・レーキン、カール・レーキンもサッカー選手。